# Ørje
Ørje est le centre administratif de la commune de Marker en Norvège, dont la population était de 1 867 habitants en 2020. Cette localité est non loin de la frontière suédoise.

## Histoire
Ørje a été fondée dans les années 1880 autour d'une usine de transformation du bois. L'ingénieur norvégien Engebret Soot (en) construisit les premières écluses de canal norvégien à Ørje dans les années 1857-1860 (Ørje sluser (en)). La levée totale des écluses est de 10 mètres répartis sur 3 marches. Les écluses sont situées entre les lacs «Rødenessjøen» et «Øymarksjøen» dans le cadre du système de voies navigables du canal Halden (en),,,.
Dans les décennies qui ont suivi la Seconde Guerre mondiale, Ørje a développé une industrie et un commerce substantiels. Aujourd'hui, le secteur des services, y compris le tourisme, a en partie remplacé l'industrie et l'agriculture/sylviculture en tant que secteurs économiques les plus importants.

## Patrimoine culturel
Ørje est connu pour son musée du canal (Haldenvassdragets Kanalmuseum) et son club de bateaux à vapeur, ses fortifications militaires de 1905 et ses écluses.
Ørje s'est également fait connaître grâce à un panneau de passage pour piétons installé dans le village par le collectif d'artistes suédois Kreativiteket. Le signe est basé sur un personnage de l'esquisse de Monty Python "The Ministry of Silly Walks" et ordonne aux piétons de traverser la rue d'une manière idiote. 